# Medulla (Floride)
Pour les articles homonymes, voir Medulla.
Medulla est une census-designated place du comté de Polk, dans l'État de Floride, aux États-Unis,. En 2020, elle compte une population de 10 871 habitants.